# Regione Metropolitana di Curitiba
La regione metropolitana di Curitiba è l'area metropolitana di Curitiba, nello Stato di Paraná in Brasile.

## Comuni
Comprende 26 comuni:
- Adrianópolis
- Agudos do Sul
- Almirante Tamandaré
- Araucária
- Balsa Nova
- Bocaiúva do Sul
- Campina Grande do Sul
- Campo Largo
- Campo Magro
- Cerro Azul
- Colombo
- Contenda
- Curitiba
- Doutor Ulysses
- Fazenda Rio Grande
- Itaperuçu
- Lapa
- Mandirituba
- Pinhais
- Piraquara
- Quatro Barras
- Quitandinha
- Rio Branco do Sul
- São José dos Pinhais
- Tijucas do Sul
- Tunas do Paraná